# Okręg wyborczy nr 5 do Sejmu Polskiej Rzeczypospolitej Ludowej (1989–1991)
Okręg wyborczy nr 5 do Sejmu Polskiej Rzeczypospolitej Ludowej (1989–1991) obejmował Warszawę-Żoliborz. W ówczesnym kształcie został utworzony w 1989. Wybieranych było w nim 3 posłów w systemie większościowym.
Siedzibą okręgowej komisji wyborczej była Warszawa-Żoliborz.

## Wybory parlamentarne 1989

### Mandat nr 16 –Polska Zjednoczona Partia Robotnicza
| Kandydat | I tura | I tura | II tura | II tura |
| Kandydat | Głosów | %      | Głosów  | %       |
| --- | ------ | ------ | ------- | ------- |
| Andrzej Wieczorkiewicz                                                                                         | 17 870 | 17,63  | 16 703  | 44,54   |
| Izabela Gutfeter                                                                                               | 12 960 | 12,79  | 15 349  | 40,93   |
| Bogusław Zaleski                                                                                               | 7614   | 7,51   | —       | —       |
| Liczba głosów ważnych: 101 354 (I tura) • 37 500 (II tura) Źródło: Państwowa Komisja Wyborcza I tura i II tura |        |        |         |         |

### Mandat nr 17 – bezpartyjny
| Kandydat                                                         | Głosów | %     |
| ---------------------------------------------------------------- | ------ | ----- |
| Jacek Kuroń                                                      | 65 151 | 65,88 |
| Władysław Siła-Nowicki                                           | 20 851 | 21,08 |
| Sławbor Cergowski                                                | 6249   | 6,32  |
| Jan Paszkiewicz                                                  | 2548   | 2,58  |
| Krzysztof Zuchora                                                | 2115   | 2,14  |
| Liczba głosów ważnych: 98 900 Źródło: Państwowa Komisja Wyborcza |        |       |

### Mandat nr 428 –Polska Zjednoczona Partia Robotnicza
| Kandydat                                                         | Głosów | %     |
| ---------------------------------------------------------------- | ------ | ----- |
| Zbigniew Sobotka                                                 | 19 520 | 51,91 |
| Wiktor Lis                                                       | 8014   | 21,31 |
| Liczba głosów ważnych: 37 601 Źródło: Państwowa Komisja Wyborcza |        |       |